# العرفاء

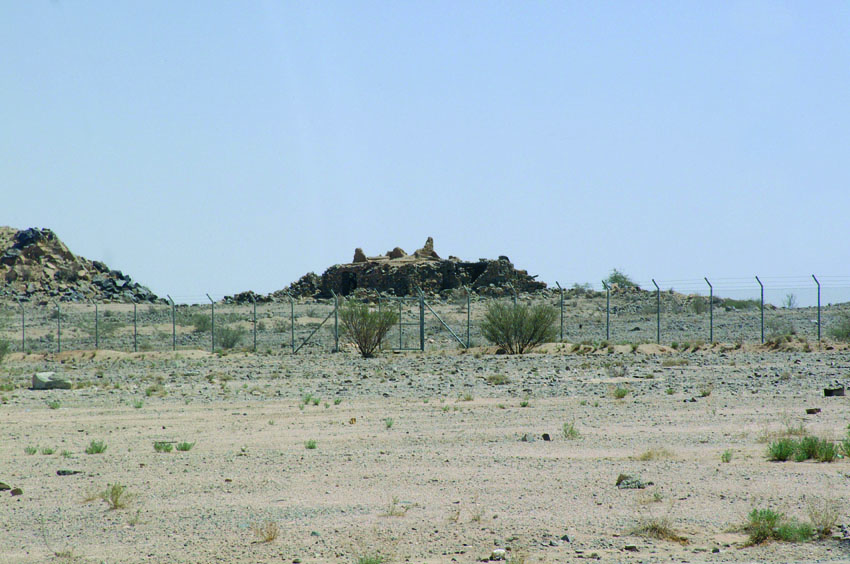
قلعة عرفاء

قرية العرفاء هي قرية تقع شمال شرق الطائف على الطريق الرياض السريع. تتميز العرفاء بوجود عدة محطات للمسافرين للرياض، وتعد جبال العرفا من أكبر مواقع النقوش الصخرية حيث يوجد به كثير من الرسوم الصخرية التي تضم بعض الرسوم الحيوانية مثل الماعز والغزلان ورسوم حيوانية أخرى تعود إلى مرحلة ماقبل الألف الثاني ق . م كما يوجد نقوش ثمودية وكتابات كوفية.

## الموقع الجغرافي
تقع الممنطقة في غرب المملكة العربية السعودية في الحجاز، والعرفا تحديدا هو اسم موضع سلسلة جبال تقع بمنطقة الطائف على بعد خمسة وثلاثين كيلومتر شرقا شمالياً منها، لاتزال معروفة بهذا الاسم.

## النقوش الصخرية في جبل العرفاء

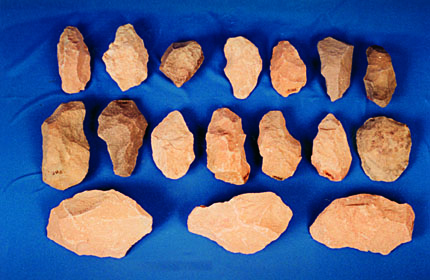
فؤوس حجرية من جبل العرفاء، يعود تاريخها إلى حوالي 230000 سنة قبل الوقت الحاضر

يقع جبل عرفاء على بعد 35 كم شمال شرقي الطائف ويعد من أكبر مواقع النقوش الصخرية حيث يوجد به كثير من الرسوم الصخرية التي تضم الماعز والغزلان والأبقار ورسوم حيوانية أخرى تعود إلى مرحلة ما قبل الألف الثاني ق.م ويوجد بالموقع نقوش ثمودية وكتابات كوفية.

## المسح الأثري في العرفاء
وأفادت الدراسات التي قامت بها الهيئة العامة للسياحة والتراث الوطني أن منطقة العرفاء التي هي امتداد لمنطقة سوق عكاظ الجغرافية من الناحية الشمالية، وسجلت أعمال المسح الأثري عدداً من مواقع الرسوم الصخرية، حيث سُجّلت أعداد كبيرة من الرسوم الآدمية والحيوانية، منها: مناظر معارك بالقوس والسهم، ومناظر لصيد الوعول باستخدام كلاب الصيد ، وأعداد كثيرة لرسوم الإنسان، ورسوم أبقار بقرون متجهة إلى الأمام، ورسوم الوسوم المختلفة الأشكال. كما توجد بالموقع أطلال قصر على الطراز العباسي وأيضًا قلعة بنيت على الأرجح في أواخر القرن 13 هجري.